# Distrito de Leoncio Prado (Huaura)
El Distrito de Leoncio Prado es uno de los doce que conforman la Provincia de Huaura, ubicada en el Departamento de Lima, bajo la administración del Gobierno Regional de Lima-Provincias, Perú.
Dentro de la división eclesiástica de la Iglesia Católica del Perú, pertenece a la Diócesis de Huacho

## Historia
El distrito fue creado mediante Ley n.º 11973 del 30 de enero de 1953, en el gobierno del Presidente Manuel A. Odría. 

## Geografía
Tiene una superficie de 300,13 km². Su capital es el poblado de Santa Cruz, ubicado sobre los 3 297 m s. n. m.

## División administrativa

### Centros poblados
- Urbanos
  - Santa Cruz, con 187 hab.
  - Santo Domingo de Apache, con 380 hab.
- Rurales
  - Huamboy - Parán, con 213 hab
  - Huanangui, con 173 hab.
  - Parán, con 270 hab.
  - Pichupampa, con 251 hab.
  - Tantán - Sto Dgo, con 200 hab
  - Huampán - Sto Dgo, con 180 hab (INEI, 2017).
  - Auquimarca

## Autoridades

### Municipales
- 2015 - 2018[2]
  - Alcalde:  Valentín Torres Pacheco, Movimiento Concertación para el Desarrollo Regional (CDR).
  - Regidores: Eliseo Román Palomares (CDR), Sandra Paulina Chircca Palomares (CDR), Cirilo Artemio Román Salazar (CDR), Teodoro Eladio Mateo Mejía (CDR), Alvino Aldo Torres Dávila (Patria Joven).
- 2011 - 2014[3]
  - Alcalde:  Máximo Saulo Carmín Barreto, del Movimiento Militantes Organizados para el Desarrollo Provincial (MODP).[4]
  - Regidores: Nicanor Dávila Palomares (MODP), David Claros Retuerto (MODP), Ruth Virginia Pacheco Dávila (MODP), Alan Ronald Palomares Sandón (MODP), Victoria Manuel Álvarez Mendoza (Concertación para el Desarrollo Regional).
- 2007 - 2010
  - Alcalde: Valentin Torres Pacheco.
- 2023- 2026
  - Alcalde:  José Luis Narvasta Escudero, Alianza para el progreso (A).

### Policiales
- Comisaría de Huacho
  - Comisario: Cmdte. PNP. Silvestre Santamaría Obando.[5]

### Religiosas
- Diócesis de Huacho[6]
  - Obispo de Huacho: Mons. Antonio Santarsiero Rosa, OSI.
- Parroquia[7]
  - Párroco: Pbro.

## Festividades
```

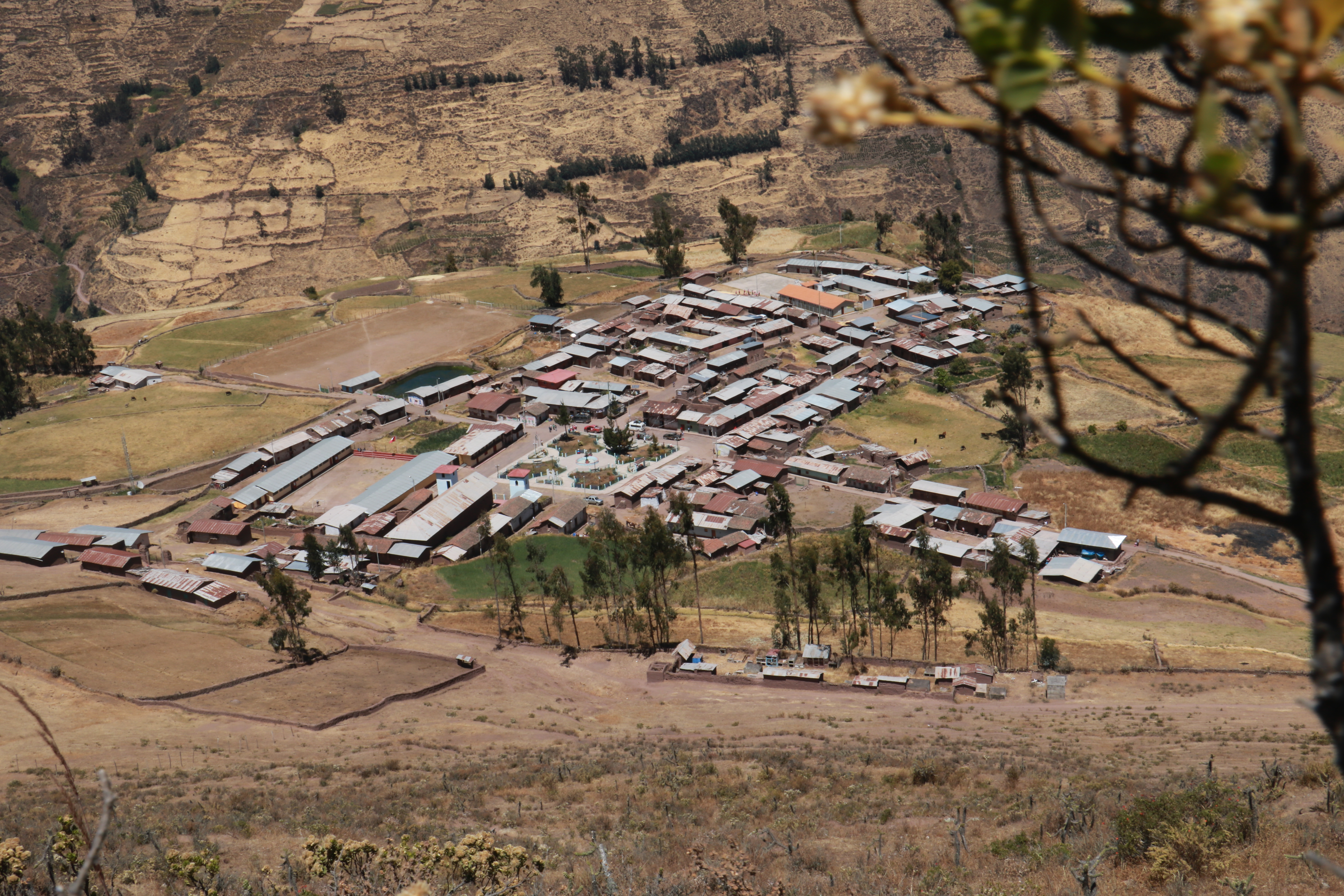
Pueblo de Santa Cruz, Distrito de Leoncio Prado.

                           -Rodeo de Santa Cruz
                          ( 27-28-29-30)(agosto)
```

```
                           -Fiesta de Señor de Mayo
                                  (2-3-4) (mayo)
```